# Au pilori
Pour les articles homonymes, voir Le Pilori.
Au pilori est un journal hebdomadaire d'extrême droite fondé en 1938, qui devint en 1940 l'une des publications antisémites les plus virulentes de l'époque de l'Occupation.
Il paraît tout d'abord sous le titre Le Pilori, avant de changer de nom en juillet 1940 à la faveur d'une évolution de l'équipe rédactionnelle. Son sous-titre était : « Hebdomadaire de combat pour la défense des intérêts français ».
Il était l'organe social de la Rénovation française et était dirigé par Jean Lestandi, son commanditaire puis directeur administratif, avec pour principaux rédacteurs : Lucien Pemjean, Urbain Gohier, Robert-Jullien Courtine, futur chroniqueur gastronomique du Monde, Paul Vigouroux, Jean Marquès-Rivière et Paul Riche. Trois directeurs politiques se succèdent: Robert Pierret jusqu'en septembre 1941, Maurice de Séré jusqu'au 4 février 1943 et enfin Jean Drault.

## Histoire
Sa publication était subventionnée par les services de propagande allemands. Les membres de l'équipe n'hésitaient pas à dénoncer publiquement dans les colonnes de leur journal certaines personnalités soupçonnées à tort ou à raison d'être juives, ou telle profession pratiquée par des juifs (le journal mena ainsi une campagne contre des dermatologues juifs).
Pendant toute la guerre, la rédaction du journal occupera l'hôtel particulier du 43 rue de Monceau, dans le 8e arrondissement de Paris, lequel appartenait et appartient toujours à la famille Kraemer, antiquaires d'origine alsacienne mondialement connus.
L'activité principale du groupuscule pronazi Jeune front, fondé par Robert Hersant, était de distribuer Au Pilori.
Le journal est aujourd'hui avant tout connu pour les textes que l'écrivain Louis-Ferdinand Céline y fit paraître sous l'Occupation. C'est aussi avec les membres de l'équipe du Pilori que Céline organisa en décembre 1941 une réunion publique avec 27 personnalités, invitées à discuter du problème juif et de la question du national-socialisme. Parmi les pressentis, ni Xavier Vallat, ni Ramon Fernandez, ni Drieu la Rochelle n'acceptèrent de venir à la réunion dont le compte rendu fut publié Au Pilori le 25 décembre,.

## Le Pilori, journal suisse
L'édition française ne doit pas être confondue avec la publication suisse d'extrême-droite créé par Georges Oltramare, appelée Le Pilori et dont la première parution remonte à 1923.